# Lucanus maculifemoratus
Lucanus maculifemoratus is een keversoort uit de familie vliegende herten (Lucanidae). De wetenschappelijke naam van de soort is voor het eerst geldig gepubliceerd in 1861 door Motschulsky.